# Міжнародний фестиваль бойовиків в Астані

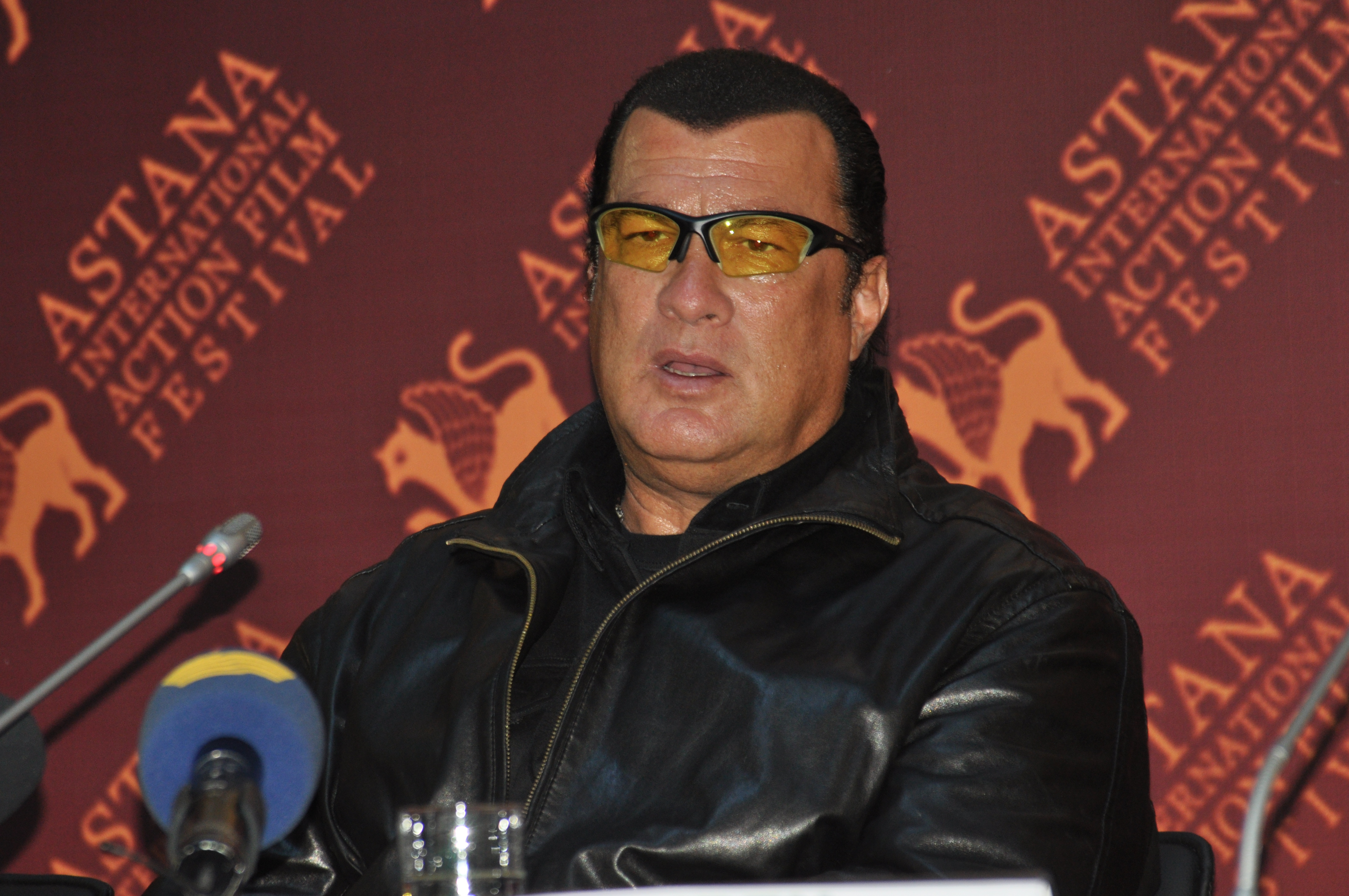
Стівен Сігал на прес-конференції Другого фестивалю бойовиків в Астані

Міжнародний фестиваль бойовиків в Астані (англ. International Astana Action Film Festival) є знаковим як єдиний фестиваль жанру бойовиків. Фестиваль проводиться щороку в липні в Нур-Султані (колишній Астані), столиці Казахстану, з 2010 року. Засновником і президентом фестивалю екшн-фільмів в Астані є відомий казахського режисер, сценарист і продюсер Тимур Бекмамбетов та генеральний директор фестивалю - Ірен Ванідовська. 
На відміну від багатьох інших кінофестивалів, на фестивалі в Астані немає журі, які обирають найкращий фільм чи найкращого актора. На думку відомого за межами Казахстану режисера Тимура Бекмамбетова, «режисери не мають права судити інших режисерів».Цей фестиваль, насамперед, є майданчиком для молодіжних режисерів для реалізації свого творчого потенціалу та обміну досвідом.

## Історія
Фестиваль проводиться щорічно напередодні річниці створення столиці Казахстану - Астани (нині Нур-Султан). Організатори заходу - керівництво кінофестивалю в Астані за підтримки мерії Астани та російської кіновиробничої компанії «Базелевс».
- Перший Міжнародний фестиваль екшн-фільмів в Астані проходив з 27 червня до 1 липня 2010 року в Центральному концертному залі Казахстану. Його відвідували такі знаменитості, як Дольф Лундгрен, Гарві Вайнштейн, Хіларі Суонк, Майк Тайсон, Шарлто Коплі та багато інших. Але головним досягненням першого фестивалю став кінопроєкт «Аполлон-18» молодого американського сценариста Брайана Міллера, переможця конкурсу сценаріїв. Цей фільм вийшов у вересні 2011 року, його режисером був Гонсало Лопес-Гальєго, а продюсерами стали Тимур Бекмамбетов та Рон Шмідт.
- Другий міжнародний фестиваль екшн-фільмів в Астані відбувся з 1 до 5 липня 2011 року в Палаці миру та злагоди (Піраміда). Стівен Сігал, Арманд Ассанте, Майкл Медсен та Мішель Родрігес були серед інших відомих облич з Голлівуду, Росії та Казахстану на червоній доріжці на гала-вечорі відкриття цьогорічного фестивалю.
- Третій Міжнародний фестиваль бойовиків відбувся у Палаці миру та примирення з 1 по 3 липня 2012 року і зібрав в Астані таких знаменитостей, як французький актор Венсан Кассель, режисери Кевін Рейнольдс і Кан Дже-гю, продюсери Джим Лемлі та Дані Вольф та інші. Цей фестиваль був присвячений темам супергероїв, а студенти провідних азійських академій кінематографії, які спеціально приїхали до Казахстану для участі у конкурсі ART FEST, протягом трьох фестивальних днів, створювали власного супергероя Астани.

## Програма

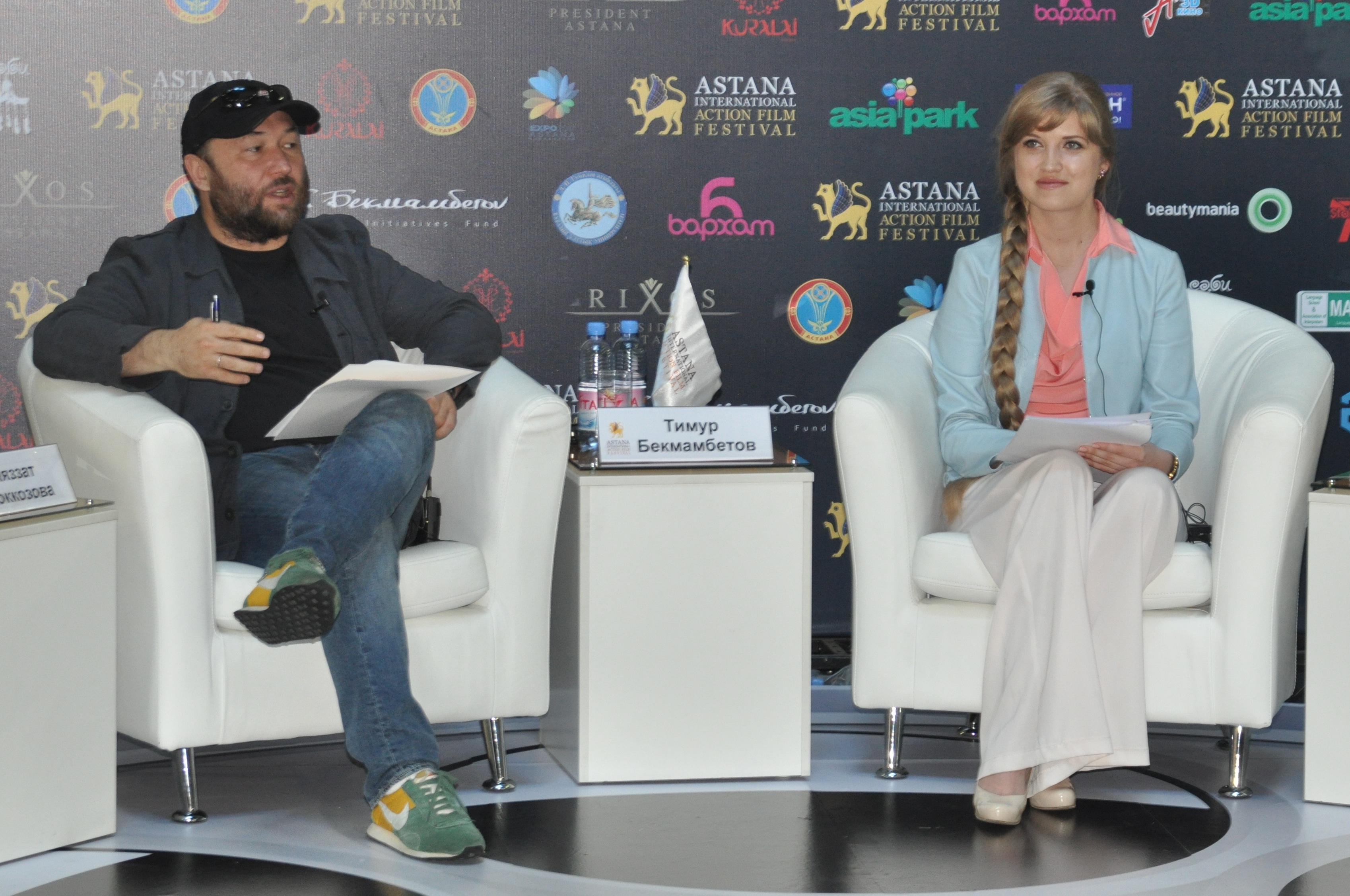
Президент фестивалю Тимур Бекмамбетов та генеральний директор Ірен Ванідовська

Офіційна програма фестивалю включає понад 20 позаконкурсних повнометражних бойовиків, знятих у США, різних країн Європи, Азії та СНД. У дні фестивалю глядачі та засоби масової інформації можуть переглядати популярні фільми, фільми, які раніше ніколи не виходили в Казахстані та СНД, а також відвідувати передпрем'єрні покази нових фільмів року. Вся програма фестивалю розділена на різні секції з такими заголовками, як, наприклад, світові бойовики, документальні бойовики або фільми про супергероїв. 

## Фестивальні змагання

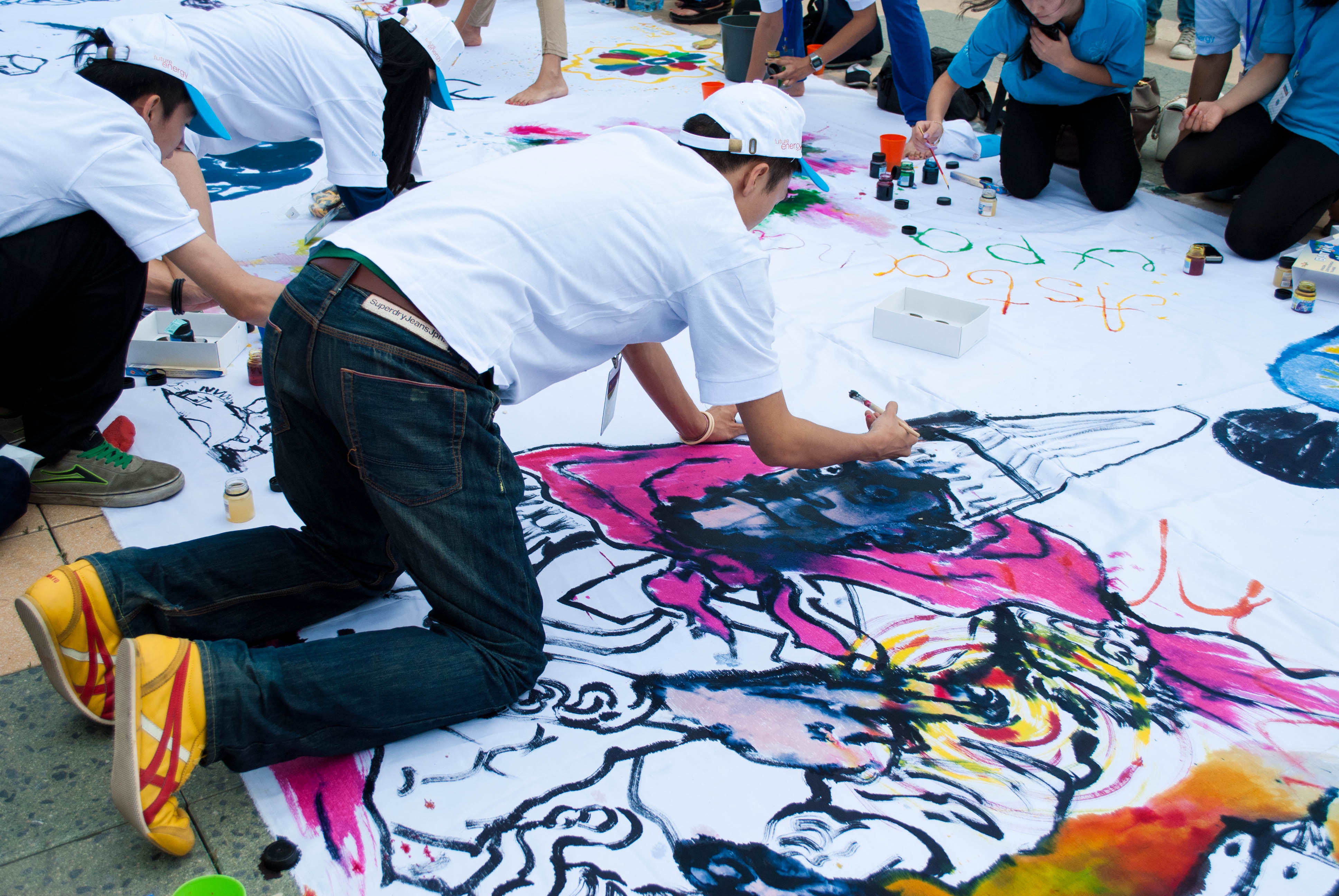
Учасники конкурсу ART FEST створюють супергероя Астани

Конкурс сценаріїв - це традиційний конкурс кінофестивалю в Астані (Казахстан) для професійних та аматорських сценаристів з усього світу. Автор найкращого сценарію отримує десять тисяч доларів США як приз і шанс працювати в рамках цього проєкту разом із власною продюсерською компанією Тимура Бекмамбетова «Базелевс».
У 2012 році організатори фестивалю встановили ще два конкурси: Конкурс короткометражних фільмів, коли найкращі фільми учасників включаються до програми фестивалю як ніч короткометражних фільмів, та Молодіжний конкурс ART FEST. Зазвичай в кінематографічній галузі проводиться кілька конкурсів, таких як найкраща анімація, костюми, одноденні конкурси відеороликів або коміксів, і все це в рамках заходу Youth ART FEST, де беруть участь делегати з Азії та Казахстану. 